# Polak w Ameryce
Polak w Ameryce – dziennik polonijny wydawany od 1887 w Buffalo w USA przez księdza Jana Pitassa. Początkowo ukazywał się dwa razy w tygodniu. W swoim czasie był jednym z najpoczytniejszych dzienników Polonii w Stanach Zjednoczonych. Istniał do 1920 roku.
Redaktorami byli: J.M. Sadowski, S. Ślisz, M. Haiman.